# Ensalada de Locos
Ensalada de Locos fue una serie de televisión mexicana de comedia de situación emitida originalmente entre 1970 y 1973. El Programa contaba de sketches y chistes de humor blanco o negro que contaba con artistas invitados. Según contó el Sr. Alejandro Suárez en una entrevista publicada en su canal de YouTube, que en un principio el programa se llamaría "Ensalada de Lechuga", pero al unirse al elenco el ya afamado cómico Manuel "El Loco" Valdés, el productor del proyecto Humberto Navarro les propuso a Suárez y a Lechuga nombrar el programa "Ensalada de Locos". Fue así como inicio la serie de televisión que a su vez se convirtió en el primer programa televisivo que llevó de la televisión al teatro y después a su versión en cabaret.

## Reparto
- Manuel "El Loco" Valdés..... Cachiruloco, Maritza.
- Héctor Lechuga..... El Babotas, El Ceniciento, Andrea.
- Alejandro Suárez..... El Simpatías, Vulgarcito, Nico el Cuico.
- Guillermo Rivas..... Armando Broncas.